# Elie Lescot
Elie Lescot   (Saint-Louis-du-Nord, 9 de desembre de 1883 - La Bola, 20 d'octubre de 1974) va ser president constitucional d'Haití des del 15 de maig de 1941 fins l'11 de Gener de 1946, data en què va ser derrocat per un cop d'estat militar.

## Biografia
Lescot va néixer el 9 de desembre de 1883 a Saint-Louis-du-Norde, Haití. Va ser nomenat president el 1941 quan Sténio Vincent va dimitir.
Reformada la Constitució de 1939, Lescot va ser reelegit per un nou període de 6 anys a contar del 15 de maig de 1944. Va fer que Haití participés a la Segona Guerra Mundial al costat dels aliats, a petició dels Estats Units.
A causa dels problemes econòmics i al descontentament polític, va ser derrocat per un cop militar. Va morir quasi 30 anys més tard a Laboule, França. El seu fill, Gérard Lescot (1914-), va ser també un polític haitià i va ser Ministre d'Afers Exteriors en el seu govern, de 1943 a 1946.
Lescot va ser ambaixador a la República Dominicana, va fer amistat amb Trujillo, que el va convertir en el seu protegit. Aquesta bona relació va durar fins al 1943 quan ambos caps d'estat es varen distanciar.